# Maçãs de Dona Maria
Maçãs de Dona Maria ist eine Gemeinde („Freguesia“) im Kreis („Concelho“) Alvaiázere, in Mittel-Portugal.

## Geografie
Auf dem Gebirge der Serra de Santa Helena und am Fluss Ribeira d`Alge gelegen, wird die Landschaft von Mischwäldern und kleinbäuerlicher Landwirtschaft bestimmt. Der Ort liegt etwa 10 km nordöstlich der Kreisstadt Alvaiázere.

## Geschichte
Dokumentiert ist der Ort seit den Zeiten der Gründung der Nation durch König Dom Afonso Henriques und den von ihm geschaffenen Kreisen. Am 12. November 1514 schuf König Manuel I. den Kreis ("Concelho") von Maçãs de Dª Maria, der neugebildet wurde aus Teilen, die zuvor den Kreisen Penela, Albergaria-a-Velha und Figueiró dos Vinhos zugeordnet waren. Bei den Gebietsreformen 1855 wurde der Kreis aufgelöst und dem Kreis Figueiró dos Vinhos eingegliedert. 1895 kam das Gebiet zum Kreis Ansião, um seit 1898 zum Kreis Alvaiázere zu gehören.

## Verwaltung
Im Gebiet der Gemeinde liegen folgende Orte:
Alqueidão, Amieiras, Barqueiro, Barro Branco, Cabaços, Cabeças, Cabreira, Calçada, Campino, Caneiro, Carvalhal, Casais, Casal Agostinho Alves, Casal de São Neutel, Casal Novo, Casal dos Serralheiros, Charneca, Conhal, Cumeada, Faísca, Ferrarias, Fonte Galega, Lagos, Landeira, Matos, Melgás, Nexebra, Outeiro, Palheiros, Pardinheira, Porto São Simão, Redouças, Relvas, Ribeira Velha, Salada Verde, Sapateira, Serra do Alqueidão, Serrabina, Soutinho, Tapada, Tojeira, Vale do Paio, Vele Mendo, Vale Senhor, Vale de Tábuas, Várzea dos Amarelos, Vendas de Maria, Vila, Vinha Grande

## Sehenswürdigkeiten
Sehenswert sind der Schandpfahl (Pelourinho) und die Brunnenanlage Fonte do Pereiro.

## Söhne und Töchter des Ortes
1935 wurde hier der Filmregisseur Fernando Lopes geboren, ein wesentlicher Mitbegründer des Novo Cinema.